# Прапор Семенівського району (Чернігівська область)
Пра́пор Семе́нівського райо́ну — символ самоврядування Семенівського району Чернігівської області, що затверджений рішенням 9-ї сесії 6-го скликання Семенівської районної ради 18 вересня 2012 року.

## Опис прапора
Прапор району — прямокутне полотнище зі співвідношенням сторін 2:3, що складається з трьох рівновеликих горизонтальних смуг — блакитної, малинової, зеленої, які символічно виражають історичні та духовні традиції Семенівщини. У лівій частині прапору розташований герб району.

## Трактування символіки
- Блакитний, як колір ясного неба, символізує постійність, удосконаленість, славу, честь і мир.
- Малиновий означає героїзм, військову звитягу, силу, мужність і хоробрість.
- Зелена смуга на прапорі символізує природні умови Полісся, а також цей колір є символом достатку і надії.